# Johann Georg Fuog
Johann Georg Fuog (* 10. Oktober 1794 in Stein am Rhein; † 17. April 1865 in Wil SG) war ein Schweizer Politiker. Der vielseitig tätige Gewerbetreibende organisierte 1833 und 1851 grosse Volksversammlungen, die zu umfassenden Revisionen der Schaffhauser Kantonsverfassung führten. Von 1850 bis 1860 gehörte er dem Nationalrat an. Weniger Erfolg hatte er bei der Förderung von Eisenbahnprojekten.

## Biografie
Fuog, dessen Familie seit dem späten 15. Jahrhundert in Stein am Rhein überliefert ist, war der Sohn eines Steinmetzen. Er besass seit 1817 das «Haus zum Nägelibaum» am Rathausplatz und führte dort eine Metzgerei. Im selben Haus betrieb er eine Gaststätte, eine Seifensiederei und einen Glashandel. Darüber hinaus hatte er in der Umgebung einige Bauernhöfe gepachtet und ein Sägewerk erworben. Infolge der Restauration kehrte Stein am Rhein 1818 zum alten Stadtrecht zurück und verzichtete damit zugunsten der alten aristokratischen Ordnung auf alle demokratischen Errungenschaften, die nach der Helvetik eingeführt worden waren.
Fuog fand sich damit nicht ab und begann 1822 in Petitionen die öffentliche Kontrolle und Verkleinerung der Stadtverwaltung zu fordern. 1829 prangerte er im «Schweizerboten» (in Aarau von Heinrich Zschokke herausgegeben) die Stadtbehörden an und warf ihnen ungesetzliches Handeln vor. Er wurde vom Stadtrat verklagt und von der Regierung des Kantons Schaffhausen zu einer beträchtlichen Geldbusse verurteilt. Fuog galt nun offiziell als «Unruhestifter», weshalb er im Mai 1831, als bewaffnete Klettgauer Bauern nach Schaffhausen zogen und die Ausarbeitung einer liberalen Kantonsverfassung erzwangen, untätig bleiben musste.
1833 gründete Fuog in Stein am Rhein den freisinnigen Bürgerverein. Am 7. Juli 1834 organisierte er eine Volksversammlung bei Guntmadingen. Vor 1000 Versammelten forderte er unter anderem einen schweizerischen Bundesstaat, die Vereinfachung der Verwaltung und das Öffentlichkeitsprinzip bei Ratsverhandlungen. Seine Forderungen wurden mit der Verfassungsrevision von 1834 zum Teil umgesetzt. 1839 wurde Fuog in den Grossen Rat gewählt, dem er bis 1861 angehörte. Er befürwortete die gewaltsame Auflösung des Sonderbunds, im Sonderbundskrieg von 1847 kamen jedoch keine Schaffhauser Truppen zum Einsatz. Im Oktober 1848 kandidierte er bei den ersten Nationalratswahlen, zunächst erfolglos. Nach dem vorzeitigen Rücktritt von Johann Georg Böschenstein zog er über eine Nachwahl im März 1850 in den Nationalrat ein.
An den gesetzgeberischen Arbeiten im Nationalrat hatte Fuog keinen wesentlichen Anteil, vielmehr verstand er sich als Wächter liberaler Grundsätze. Allgemein drängte er auf eine Stärkung der Zentralgewalt auf Kosten der Kantone. Er strebte danach, aus seiner Heimatstadt Stein am Rhein einen Eisenbahnknotenpunkt zu machen und setzte sich im Nationalrat energisch für eine Bahnlinie zwischen Basel und Konstanz ein (erst in den 1870er Jahren verwirklicht). Ebenso unterstützte er das Projekt einer Ringbahn rund um den Bodensee, die den Anschluss an eine Lukmanier-Alpentransversale herstellen sollte. Zweimal traf er sich mit dem badischen Grossherzog Friedrich I., um das Projekt voranzutreiben. Er scheiterte jedoch letztlich am Widerstand von Regierungsrat Böschenstein, der die Schifffahrt förderte.
«Vater Fuog», wie er allgemein bekannt war, rief zu einer weiteren Volksversammlung in Schaffhausen auf. Am 15. Mai 1851 forderte er vor 3000 Anwesenden (über die Hälfte der Stimmberechtigten des Kantons) eine starke Straffung der Behördenstruktur und eine Reform des Justizwesens. Die an den Grossen Rat gerichtete Petition hatte eine weitere Verfassungsrevision im Jahr 1852 zur Folge. Über die Jahre hinweg galt Fuog zunehmend als Sonderling, der seine politischen Gegner schonungslos und unbeherrscht angriff. 1860 schaffte er die Wiederwahl in den Nationalrat nicht mehr. Um Stein am Rhein doch noch einen Anschluss ans Eisenbahnnetz zu ermöglichen, eröffnete er 1862 ohne Konzession eine Pferdeomnibuslinie zum Bahnhof Gottmadingen der badischen Hochrheinbahn. Der Pferdeomnibus, in den er seine letzten finanziellen Mittel investiert hatte, erwies sich als Misserfolg. Eine dritte Volksversammlung in Thayngen im März 1865, an der er Landsgemeindeverfassung forderte, wurde kaum beachtet. Wenig später verstarb er völlig mittellos.